# Oswald Gracias

Oswald kardinál Gracias (* 24. prosince 1944 Bombaj) je indický kardinál, v současnosti arcibiskup bombajský.

## Kněz
Vyrůstal a kněžské svěcení přijal v Bombaji dne 20. prosince 1970. V letech 1977 až 1982 měl možnost doplnit své vzdělání studiem kanonického práva na Papežské univerzitě Urbaniana a právní vědy na Papežské univerzitě Gregoriana v Římě. Posléze působil jako duchovní ve farnostech v Bombaji. Od roku 1982 do roku 1986 byl sekretářem arcibiskupa Bombaje, do roku 1997 kancléřem a soudním vikářem této arcidiecéze. Kromě toho byl předsedou Indického sdružení kanonického práva (1987-1991 a 1993-1997) a konzultorem Papežské rady pro výklad legislativních textů.

## Biskup
Pomocným biskupem Bombaje byl jmenován 28. června 1997, 16. září téhož roku přijal biskupské svěcení. Na starost měl zejména duchovní péči o obyvatele nově vzniklého města Navi a předměstí Bombaje. Dne 7. září 2000 ho papež Jan Pavel II. jmenoval arcibiskupem v Ágře. 14. října 2006 byl Gracias papežem Benediktem XVI. jmenován arcibiskupem bombajským.

## Kardinál
Základem jeho působení biskupa byla a je obrana života, obrana lidských práv a hlásání Evangelia. Angažuje se aktivně v mezináboženských kontaktech, především s hinduisty. Neváhal stát na straně slabých a pronásledovaných ve chvílích, kdy společenská a etnická napětí vytvářela ohrožení pro mír a život společnosti.  Jeho jmenování kardinálem bylo oznámeno v říjnu 2007, kardinálské insignie převzal na konzistoři 24. listopadu téhož roku. 
Při návštěvě indických biskupů ad limina ve Vatikánu v roce 2011 upozorňoval na situaci katolické menšiny ve své zemi, která je vystavena pronásledování.
Dne 13. dubna 2013 bylo ve Vatikánu oznámeno, že papež František ustanovil nový poradní sbor osmi kardinálů, který mu má pomoci při vypracování reformy vatikánské kurie. Jedním z členů této pracovní skupiny se stal i kardinál Gracias.